# American Story
American Story é uma franquia estadounidense de antologia que consiste em várias séries de televisão criadas por Ryan Murphy e Brad Falchuk para a rede a cabo FX e FX on Hulu. Cada série segue um gênero diferente de ficção, com cada temporada individual concebida como uma minissérie independente, seguindo um conjunto diferente de personagens e cenários, e uma linha de história com seu próprio "começo, meio e fim." Alguns elementos do enredo de cada temporada e série são vagamente inspirados em eventos reais. Muitos atores aparecem em mais de uma temporada e série, muitas vezes interpretando personagens diferentes; Sarah Paulson é a que mais aparece na franquia.
Os atores que apareceram em duas ou mais parcelas da franquia incluem: Sarah Paulson, Cuba Gooding Jr., Connie Britton, Darren Criss, Finn Wittrock, Jon Jon Briones, Cody Fern, que é o único ator a ter aparecido em todas as três parcelas, Max Greenfield, Billy Eichner, Matt Bomer, que também dirigiu um episódio de American Crime Story; Kaia Gerber, Naomi Grossman, Chad James Buchanan, John Carroll Lynch, Dylan McDermott, Charles Melton, Billie Lourd, Jamie Brewer, Celia Finkelstein, Blake Shields, John Lacy e Nico Greetham.
A franquia American Story recebeu ampla aclamação da crítica, ganhando vários prêmios, incluindo Emmy Awards, Golden Globe Awards, Screen Actors Guild Award, dentre outros.

## Elenco
| Intérprte            | Aparições       | Aparições       | Aparições       | Descrição |
| Intérprte            | AHS             | ACS             | Stories         | Descrição |
| -------------------- | --------------- | --------------- | --------------- | --- |
| Connie Britton       | Principal       | Participação    | Does not appear | Principal em 1 temporada de AHS (Murder House); Participação Especial em 1 temporada de AHS (Apocalypse); Participação em 1 temporada de ACS (The People v. O. J. Simpson) |
| Dylan McDermott      | Principal       | Does not appear | Principal       | Principal em 1 temporada de AHS (Murder House); Recorrente em 1 temporada de AHS (Asylum); Participação Especial em 1 temporada de AHS (Apocalypse); Principal em 1 episódio de Stories ("Game Over")                                                                                                 |
| Evan Peters          | Principal       | Does not appear | Does not appear | Principal em 9 temporadas de AHS (Murder House, Asylum, Coven, Freak Show, Hotel, Roanoke, Cult, Apocalypse e Double Feature) |
| Taissa Farmiga       | Principal       | Does not appear | Does not appear | Principal em 2 temporadas de AHS (Murder House e Coven); Participação em 1 temporada de AHS (Roanoke); Recorrente em 1 temporada de AHS (Apocalypse). |
| Denis O'Hare         | Principal       | Does not appear | Does not appear | Principal em 5 temporadas de AHS (Murder House, Coven, Freak Show, Hotel e Roanoke); Recorrente em 1 temporada de AHS (Double Feature) |
| Jessica Lange        | Principal       | Does not appear | Does not appear | Principal em 4 temporadas de AHS (Murder House, Asylum, Coven e Freak Show); Participação Especial em 1 temporada de AHS (Apocalypse) |
| Zachary Quinto       | Principal       | Does not appear | Does not appear | Principal em 1 temporada de AHS (Asylum); Recorrente em 1 temporada de AHS (Murder House) |
| Joseph Fiennes       | Principal       | Does not appear | Does not appear | Principal em 1 temporada de AHS (Asylum) |
| Sarah Paulson        | Principal       | Principal       | Does not appear | Principal em 8 temporadas de AHS (Asylum, Coven, Freak Show, Hotel, Roanoke, Cult, Apocalypse e Double Feature); Recorrente em 1 temporada de AHS (Murder House); Principal em 2 temporadas de ACS (The People v. O. J. Simpson e Impeachment)                                                        |
| Lily Rabe            | Principal       | Does not appear | Does not appear | Principal em 4 temporadas de AHS (Asylum, Coven, Roanoke e Double Feature); Recorrente em 1 temporada de AHS (Murder House); Participação Especial em 3 temporadas de AHS (Freak Show, Hotel e Apocalypse); Participação em 1 temporada de AHS (1984)                                                 |
| Lizzie Brocheré      | Principal       | Does not appear | Does not appear | Principal em 1 temporada de AHS (Asylum) |
| James Cromwell       | Principal       | Does not appear | Does not appear | Principal em 1 temporada de AHS (Asylum) |
| Frances Conroy       | Principal       | Does not appear | Does not appear | Principal em 3 temporadas de AHS (Coven, Freak Show e Double Feature); Recorrente em 3 temporadas de AHS (Murder House, Asylum e Apocalypse); Participação Especial em 2 temporadas de AHS (Roanoke e Cult)                                                                                           |
| Emma Roberts         | Principal       | Does not appear | Does not appear | Principal em 4 temporadas de AHS (Coven, Freak Show, Apocalypse e 1984); Participação Especial em 1 temporada de AHS (Cult) |
| Kathy Bates          | Principal       | Does not appear | Does not appear | Principal em 5 temporadas de AHS (Coven, Freak Show, Hotel, Roanoke e Apocalypse) |
| Michael Chiklis      | Principal       | Does not appear | Does not appear | Principal em 1 temporada de AHS (Freak Show) |
| Finn Wittrock        | Principal       | Recorrente      | Does not appear | Principal em 2 temporadas de AHS (Freak Show e Double Feature); Recorrente em 1 temporada de AHS (Hotel); Participação em 2 temporadas de AHS (Roanoke e 1984); Recorrente em 1 temporada de ACS (The Assassination of Gianni Versace)                                                                |
| Angela Bassett       | Principal       | Does not appear | Does not appear | Principal em 3 temporadas de AHS (Freak Show, Hotel e Roanoke); Recorrente em 1 temporada de AHS (Coven); Participação Especial em 1 temporada de AHS (Apocalypse) |
| Wes Bentley          | Principal       | Does not appear | Does not appear | Principal em 2 temporadas de AHS (Hotel e Roanoke); Participação Especial em 1 temporada de AHS (Freak Show) |
| Matt Bomer           | Principal       | Diretor         | Principal       | Principal em 1 temporada de AHS (Hotel); Participação Especial em 1 temporada de AHS (Freak Show); Diretor de 1 episódio de ACS ("Creator / Destroyer", Episódio 8 de The Assassination of Gianni Versace); Principal em 2 episódios de Stories ("Rubber(wo)Man Part One" e "Rubber(wo)Man Part Two") |
| Chloë Sevigny        | Principal       | Does not appear | Does not appear | Principal em 1 temporada de AHS (Hotel); Recorrente em 1 temporada de AHS (Asylum) |
| Cheyenne Jackson     | Principal       | Does not appear | Does not appear | Principal em 4 temporadas de AHS (Hotel, Roanoke, Cult e Apocalypse) |
| Lady Gaga            | Principal       | Does not appear | Does not appear | Principal em 1 temporada de AHS (Hotel); Participação Especial em 1 temporada de AHS (Roanoke) |
| Cuba Gooding Jr.     | Principal       | Principal       | Does not appear | Principal em 1 temporada de AHS (Roanoke); Principal em 1 temporada de ACS (The People v. O. J. Simpson) |
| André Holland        | Principal       | Does not appear | Does not appear | Principal em 1 temporada de AHS (Roanoke) |
| Billie Lourd         | Principal       | Does not appear | Principal       | Principal em 4 temporadas de AHS (Cult, Apocalypse, 1984 e Double Feature); Principal em 1 episódio de Stories ("BA'AL") |
| Alison Pill          | Principal       | Does not appear | Does not appear | Principal em 1 temporada de AHS (Cult) |
| Adina Porter         | Principal       | Does not appear | Does not appear | Principal em 2 temporadas de AHS (Apocalypse e Double Feature); Recorrente em 2 temporadas de AHS (Roanoke e Cult); Participação em 1 temporada de AHS (Murder House) |
| Leslie Grossman      | Principal       | Does not appear | Does not appear | Principal em 3 temporadas de AHS (Apocalypse, 1984 e Double Feature); Recorrente em 1 temporada de AHS (Cult) |
| Cody Fern            | Principal       | Recorrente      | Principal       | Principal em 2 temporadas de AHS (Apocalypse e 1984); Participação em 1 temporada de AHS (Double Feature); Principal em 1 episódio de Stories ("Feral"); Recorrente em 1 temporada de ACS (The Assassination of Gianni Versace)                                                                       |
| Matthew Morrison     | Principal       | Does not appear | Does not appear | Principal em 1 temporada de AHS (1984) |
| Gus Kenworthy        | Principal       | Does not appear | Does not appear | Principal em 1 temporada de AHS (1984) |
| John Carroll Lynch   | Principal       | Does not appear | Principal       | Principal em 1 temporada de AHS (1984); Recorrente em 1 temporada de AHS (Freak Show); Participação em 2 temporadas de AHS (Hotel e Cult); Principal em 1 episódio de Stories ("Drive In") |
| Angelica Ross        | Principal       | Does not appear | Does not appear | Principal em 2 temporadas de AHS (1984 e Double Feature) |
| Zach Villa           | Principal       | Does not appear | Does not appear | Principal em 1 temporada de AHS (1984) |
| Macaulay Culkin      | Principal       | Does not appear | Does not appear | Principal em 1 temporada de AHS (Double Feature) |
| Ryan Kiera Armstrong | Principal       | Does not appear | Does not appear | Principal em 1 temporada de AHS (Double Feature) |
| Neal McDonough       | Principal       | Does not appear | Does not appear | Principal em 1 temporada de AHS (Double Feature) |
| Kaia Gerber          | Principal       | Does not appear | Principal       | Principal em 1 temporada de AHS (Double Feature); Principal em 2 episódios de Stories ("Rubber(wo)Man Part Two" e "Game Over") |
| Nico Greetham        | Principal       | Does not appear | Principal       | Principal em 1 temporada de AHS (Double Feature); Principal em 1 episódio de Stories ("The Naughty List") |
| Isaac Cole Powell    | Principal       | Does not appear | Does not appear | Principal em 1 temporada de AHS (Double Feature) |
| Rachel Hilson        | Principal       | Does not appear | Does not appear | Principal em 1 temporada de AHS (Double Feature) |
| Rebecca Dayan        | Principal       | Does not appear | Does not appear | Principal em 1 temporada de AHS (Double Feature) |
| Sterling K. Brown    | Does not appear | Principal       | Does not appear | Principal em 1 temporada de ACS (The People v. O. J. Simpson) |
| Kenneth Choi         | Does not appear | Principal       | Does not appear | Principal em 1 temporada de ACS (The People v. O. J. Simpson) |
| Christian Clemenson  | Does not appear | Principal       | Does not appear | Principal em 1 temporada de ACS (The People v. O. J. Simpson) |
| Bruce Greenwood      | Does not appear | Principal       | Does not appear | Principal em 1 temporada de ACS (The People v. O. J. Simpson) |
| Nathan Lane          | Does not appear | Principal       | Does not appear | Principal em 1 temporada de ACS (The People v. O. J. Simpson) |
| David Schwimmer      | Does not appear | Principal       | Does not appear | Principal em 1 temporada de ACS (The People v. O. J. Simpson) |
| John Travolta        | Does not appear | Principal       | Does not appear | Principal em 1 temporada de ACS (The People v. O. J. Simpson) |
| Courtney B. Vance    | Does not appear | Principal       | Does not appear | Principal em 1 temporada de ACS (The People v. O. J. Simpson) |
| Édgar Ramírez        | Does not appear | Principal       | Does not appear | Principal em 1 temporada de ACS (The Assassination of Gianni Versace) |
| Darren Criss         | Participação    | Principal       | Does not appear | Principal em 1 temporada de ACS (The Assassination of Gianni Versace); Participação em 1 temporada de AHS (Hotel) |
| Ricky Martin         | Does not appear | Principal       | Does not appear | Principal em 1 temporada de ACS (The Assassination of Gianni Versace) |
| Penélope Cruz        | Does not appear | Principal       | Does not appear | Principal em 1 temporada de ACS (The Assassination of Gianni Versace) |
| Beanie Feldstein     | Does not appear | Principal       | Does not appear | Principal em 1 temporada de ACS (Impeachment) |
| Annaleigh Ashford    | Does not appear | Principal       | Does not appear | Principal em 1 temporada de ACS (Impeachment); Recorrente em 1 temporada de ACS (The Assassination of Gianni Versace) |
| Margo Martindale     | Does not appear | Principal       | Does not appear | Principal em 1 temporada de ACS (Impeachment) |
| Edie Falco           | Does not appear | Principal       | Does not appear | Principal em 1 temporada de ACS (Impeachment) |
| Clive Owen           | Does not appear | Principal       | Does not appear | Principal em 1 temporada de ACS (Impeachment) |

Notas
1. ↑  Quinto é creditado como Convidado Especial em Murder House
2. ↑  Conroy é creditada como Convidada Especial em Apocalypse
3. ↑  Wittrock é creditado como Convidado Especial em Hotel
4. ↑  Wittrock é creditado como Convidado Especial em Roanoke
5. ↑  Wittrock é creditado como Convidado Especial em The Assassination of Gianni Versace
6. ↑  Bassett é creditada como Convidada Especial em Coven

Como cada episódio de American Horror Stories possui um elenco próprio, diversos outros atores desempenham papel principal, incluindo Sierra McCormick, Paris Jackson, Merrin Dungey, Aaron Tveit, Kevin McHale, Dyllón Burnside, Charles Melton, Danny Trejo, Ronen Rubestein, Jamie Brewer entre outros.

## Resumo
| Série                   | Temporada | Temporada | Título                              | Episódios | Originalmente exibido  | Originalmente exibido  | Emissora   |
| Série                   | Temporada | Temporada | Título                              | Episódios | Estreia da temporada   | Final da temporada     | Emissora   |
| ----------------------- | --------- | --------- | ----------------------------------- | --------- | ---------------------- | ---------------------- | ---------- |
| American Horror Story   |           | 1         | Murder House                        | 13        | 5 de outubro de 2011   | 21 de dezembro de 2011 | FX         |
| American Horror Story   |           | 2         | Asylum                              | 13        | 17 de outubro de 2012  | 23 de janeiro de 2013  | FX         |
| American Horror Story   |           | 3         | Coven                               | 13        | 9 de outubro de 2013   | 29 de janeiro de 2014  | FX         |
| American Horror Story   |           | 4         | Freak Show                          | 13        | 8 de outubro de 2014   | 21 de janeiro de 2015  | FX         |
| American Horror Story   |           | 5         | Hotel                               | 12        | 7 de outubro de 2015   | 13 de janeiro de 2016  | FX         |
| American Horror Story   |           | 6         | Roanoke                             | 10        | 14 de setembro de 2016 | 16 de novembro de 2016 | FX         |
| American Horror Story   |           | 7         | Cult                                | 11        | 5 de setembro de 2017  | 14 de novembro de 2017 | FX         |
| American Horror Story   |           | 8         | Apocalypse                          | 10        | 12 de setembro de 2018 | 14 de novembro de 2018 | FX         |
| American Horror Story   |           | 9         | 1984                                | 9         | 18 de setembro de 2019 | 13 de novembro de 2019 | FX         |
| American Horror Story   |           | 10        | Double Feature                      | 10        | 25 de agosto de 2021   | 20 de outubro de 2021  | FX         |
|                         |           |           |                                     |           |                        |                        |            |
| American Crime Story    |           | 1         | The People v. O. J. Simpson         | 10        | 2 de fevereiro de 2016 | 5 de abril de 2016     | FX         |
| American Crime Story    |           | 2         | The Assassination of Gianni Versace | 9         | 17 de janeiro de 2018  | 21 de março de 2018    | FX         |
| American Crime Story    |           | 3         | Impeachment                         | 10        | 7 de setembro de 2021  | 9 de novembro de 2021  | FX         |
|                         |           |           |                                     |           |                        |                        |            |
| American Horror Stories |           | 1         | —                                   | 6         | 15 de julho de 2021    | 19 de agosto de 2021   | FX on Hulu |
| American Horror Stories |           | 2         | —                                   | ASA       | ASA                    | ASA                    | FX on Hulu |

## Séries atuais

### American Horror Story(2011–presente)
Série originaria da franquia, onde desde o início, Murphy e Falchuk planejaram que cada temporada da série contasse uma história diferente. Depois que o final da primeira temporada foi ao ar, Murphy falou sobre seus planos de mudar o elenco e o local para a segunda temporada. Ele disse, no entanto, que alguns atores que estrelaram a primeira temporada estariam voltando. "As pessoas que estão voltando vão interpretar personagens, criaturas, monstros completamente diferentes, etc. [...]" Em novembro de 2012, o presidente-executivo do FX, John Landgraf, descreveu o formato exclusivo da série afirmando: "[A] noção de fazer uma série antológica de minisséries com um elenco de repertório - provou ser inovadora, extremamente bem-sucedida e se revelará uma tendência."

### American Crime Story(2016–presente)
Em 7 de outubro de 2014, foi anunciado que o FX havia encomendado uma série complementar de 10 episódios intitulada American Crime Story, desenvolvida por Scott Alexander e Larry Karaszewski. Enquanto cada temporada de American Horror Story se concentra em um novo tema de terror, cada temporada de American Crime Story se concentra em uma nova história de crime verdadeira. A série apresenta membros do elenco de American Horror Story como Sarah Paulson, Connie Britton, Cuba Gooding Jr., Darren Criss, Finn Wittrock, Max Greenfield, Jon Jon Briones, Cody Fern e Billy Eichner. A primeira temporada, The People v. O. J. Simpson estreou em fevereiro de 2016, com a segunda temporada, The Assassination of Gianni Versace, estreando em janeiro de 2018. A terceira temporada, Impeachment, que se concentra no escândalo Lewinsky, está programada para ir ao ar em setembro de 2021. A potencial quarta temporada, provisoriamente intitulada Studio 54, com foco na ascensão e queda dos proprietários do Studio 54 Steve Rubell e Ian Schrager, está atualmente em desenvolvimento.

### American Horror Stories(2021–presente)
Em 11 de maio de 2020, Murphy revelou que uma série spin-off chamada American Horror Stories estava sendo desenvolvida; contaria com episódios antológicos independentes, em vez de um arco de história de uma temporada, como apresentado em American Horror Story. Foi definido para ir ao ar no FX. Em 22 de junho de 2020, foi anunciado que American Horror Stories seria transmitido no FX on Hulu. Em 4 de agosto de 2020, foi anunciado que Sarah Paulson seria uma diretora na série. A primeira temporada é definida para apresentar atores que apareceram em American Horror Story. Matt Bomer, Gavin Creel, Sierra McCormick, Kaia Gerber, Paris Jackson, Aaron Tveit, Merrin Dungey, Celia Finkelstein, Ashley Martin Carter, Valerie Loo, Selena Sloan e Belissa Escobedo estrelaram os primeiros dois episódios. Outros veteranos de American Horror Story que apareceram na primeira temporada incluem Naomi Grossman, Cody Fern, Chad James Buchanan, John Carroll Lynch, Charles Melton, Billie Lourd, Dylan McDermott e Jamie Brewer.
American Horror Stories estreou em 15 de julho de 2021, e a primeira temporada contou com sete episódios Em 13 de agosto de 2021, a série foi renovada para a segunda temporada.

## Séries futuras

### American Love Story
Em 13 de agosto de 2021, foi anunciado que o FX havia encomendado uma nova série spin-off intitulada American Love Story. A primeira temporada retratará o namoro e casamento de John F. Kennedy Jr. e Carolyn Bessette-Kennedy.

### American Sports Story
Em 13 de agosto de 2021, foi anunciado que o FX havia encomendado uma nova série limitada chamada American Sports Story. A primeira temporada, baseada no podcast Gladiator: Aaron Hernandez and Football Inc. do The Boston Globe e Wondery, vai se concentrar na ascensão e queda de ex-jogador da NFL Aaron Hernandez.

## Produção

### Desenvolvimento
O que você viu no final foi o fim da casa dos Harmon. A segunda temporada do programa será uma casa ou prédio totalmente novo para assombrar. Assim como neste ano, cada temporada desse programa terá um começo, meio e fim. [A segunda temporada] não será em L.A. Obviamente, será na América, mas em um local completamente diferente.

– Murphy sobre o formato de antologia da série
Os criadores Murphy e Falchuk começaram a trabalhar em American Horror Story antes de sua série da Fox, Glee, começar a ser produzida. Murphy queria fazer o oposto do que havia feito anteriormente e, assim, começou seu trabalho na série. Ele declarou: "Eu fui de Nip/Tuck para Glee, então fazia sentido que eu quisesse fazer algo desafiador e sombrio. E eu sempre amei, como Brad, o gênero terror. Então foi natural para mim." Falchuk ficou intrigado com a ideia de colocar um ângulo diferente no gênero de terror, afirmando que seu principal objetivo ao criar a série era assustar os espectadores. "Você quer que as pessoas fiquem um pouco desequilibradas depois", disse ele.
Em fevereiro de 2011, a FX anunciou oficialmente que havia encomendado um piloto para uma possível série de Ryan Murphy e Brad Falchuk, com Murphy e Falchuk escrevendo e Murphy dirigindo. Dante Di Loreto foi anunciado como produtor executivo. A produção da série começou em abril de 2011. Em julho de 2011, a FX anunciou oficialmente que o projeto havia sido escolhido para se tornar uma série completa.
Desde o início, Murphy e Falchuk planejaram que cada temporada da série contasse uma história diferente. Depois que o final da primeira temporada foi ao ar, Murphy falou sobre seus planos de mudar o elenco e o local para a segunda temporada. Ele disse, no entanto, que alguns atores que estrelaram a primeira temporada estariam voltando. "As pessoas que estão voltando vão interpretar personagens, criaturas, monstros completamente diferentes, etc. As histórias [dos Harmons] acabaram. As pessoas que estão voltando vão interpretar personagens totalmente novos", anunciou. Em novembro de 2012, o presidente-executivo do FX, John Landgraf, descreveu o formato exclusivo da série afirmando: "[A] noção de fazer uma série antológica de minisséries com um elenco de repertório - provou ser inovadora, extremamente bem-sucedida e se revelará uma tendência."
Em 7 de outubro de 2014, foi anunciado que a FX havia encomendado uma série complementar de 10 episódios intitulada American Crime Story, desenvolvida por Scott Alexander e Larry Karaszewski. Enquanto cada temporada de American Horror Story se concentra em um novo tema de terror, cada temporada de American Crime Story se concentra em uma nova história de crime verdadeira.
Em 11 de maio de 2020, Murphy revelou que uma série spin-off chamada American Horror Stories estava sendo desenvolvida; contaria com episódios antológicos independentes, em vez de um arco de história de uma temporada como apresentado em American Horror Story.
Em 13 de agosto de 2021, foi anunciado que o FX havia encomendado duas novas série spin-off: American Love Story e American Sports Story. A primeira temporada de Love Story retratará o namoro e casamento de John F. Kennedy Jr. e Carolyn Bessette-Kennedy, enquanto a primeira temporada de Sports Story, baseada no podcast Gladiator: Aaron Hernandez and Football Inc. do The Boston Globe e Wondery, vai se concentrar na ascensão e queda de ex-jogador da NFL Aaron Hernandez.

### Merchandise
Como parte da promoção de American Horror Story, o FX lançou uma campanha "House Call", na qual os espectadores em casa podiam se inscrever e ficar cara a cara com um personagem da série. Antes da estreia da série, FX lançou várias pistas para iluminar a sériEles foram oferecidos no canal oficial do programa no YouTube. Dez pistas foram lançadas. Em setembro de 2011, o FX lançou um site que permite aos visitantes visitar a Murder House ao longo das décadas e procurar por pistas.
Em agosto de 2012, a primeira promoção da segunda temporada foi lançada na página de American Horror Story no Facebook intitulada "Special Delivery", na qual uma freira carrega dois baldes cheios de partes de corpos no meio de um campo. Quando o sino da igreja toca, a freira esvazia o conteúdo ensanguentado de um balde, deixando o balde vazio para trás, e retoma sua jornada. Mais de 20 teasers subsequentes foram lançados. Quatro fotos também foram divulgadas na EW.com. Dois teasers televisionados, intitulados "Meet the Residents", foram lançados em 31 de agosto de 2012. Eles apresentam os pacientes e alguns funcionários (como o Dr. Thredson, interpretado por Zachary Quinto, e Irmã Mary Eunice, interpretada por Lily Rabe) deitados em camas de solteiro e lidando com seus problemas individuais enquanto os chefes do asilo (Jessica Lange, Joseph Fiennes e James Cromwell) observam. A música "Que Sera, Sera", mesclada com a música tema do programa, é tocada. Para promover Cult, uma competição foi montada onde os fãs que doaram para o Children's Hospital de Los Angeles puderam ter a chance de conseguir um papel em um episódio e almoçar com Evan Peters.
No geral, as premissas e os personagens de cada temporada são normalmente mantidos em segredo até pouco antes das estreias e são mencionados com teaser trailers breves e vagos.

#### Universal's Halloween Horror Nights
Em 16 de agosto de 2016, o FX anunciou que um acordo foi fechado para apresentar um labirinto de American Horror Story no Universal Studios Hollywood e Universal Orlando para seus eventos Halloween Horror Nights. O labirinto apresentava sets e temas de Murder House, Freak Show e Hotel. A Universal Parks & Resorts disse sobre a experiência: "Cenas distorcidas de Murder House irão libertar os espíritos malignos que possuem a propriedade Harmon, levando os convidados em espiral por décadas de mortos torturados que anteriormente residiam lá. Em Freak Show, os convidados se juntaram a uma trupe de desajustados biológicos em um show secundário sinistro, onde foram perseguidos pelo assassino e deformado Twisty, o Palhaço. Finalmente, os convidados sucumbiram aos desejos distorcidos da Condessa depois de se hospedar no assombrado Hotel Cortez, concebido desde o início como uma câmara de tortura para seus clientes." Em 2017, o show voltou como atrações assombradas para os dois parques, com o Universal Orlando tendo uma atração baseada em Asylum, Coven e Roanoke, e o Universal Studios Hollywood baseando sua atração exclusivamente em Roanoke.
Em dezembro de 2017, a The Walt Disney Company anunciou que compraria a 21st Century Fox, que incluía a 20th Century Fox e os ativos de TV. O negócio foi totalmente finalizado em 20 de março de 2019, tornando a 20th Century Fox oficialmente parte do Walt Disney Studios. Como a Disney e a Universal são rivais amargos no negócio de parques temáticos (especialmente para suas propriedades na Flórida Central), isso provavelmente encerraria a presença da franquia na Universal's Halloween Horror Nights nos parques da Universal.

#### The Night Bites Bakery
Em 14 de julho de 2021, uma padaria com o tema American Horror Story foi inaugurada no Meatpacking District de Nova York, em Manhattan, até 24 de julho de 2021, para comemorar o lançamento de American Horror Stories e a décima temporada. Os convidados deveriam ter mais de 18 anos para entrar na padaria. Os convidados também tiveram que fazer reservas para visitas de 30 minutos. Apresentava guloseimas inspiradas na série, bem como designs e personagens exclusivos baseados em episódios anteriores de American Horror Story e futuros episódios de American Horror Stories. Depois de fazer um pedido, a Rubber Woman, apresentada no primeiro episódio de American Horror Stories, entregou o pedido por uma janela secreta. Foi inaugurado também em Los Angeles de 4 de agosto de 2021 até 14 de agosto de 2021 em Beverly Grove.

## Recepção

### Prêmios e indicações

#### American Horror Story
American Horror Story ganhou 94 de suas 429 indicações a prêmios. A antologia recebeu 28 indicações ao Primetime Emmy Award, com Jessica Lange ganhando como Melhor Atriz Coadjuvante em Minissérie ou Filme e como Melhor Atriz em Minissérie ou Filme, James Cromwell como Melhor Ator Coadjuvante em Minissérie ou Filme, e Kathy Bates também como Melhor Atriz Coadjuvante em Minissérie ou Filme. Recebeu mais 50 indicações ao Creative Arts Emmy Award, vencendo onze vezes, incluindo Melhor penteado para uma Minissérie ou um Filme, Melhor traje para Minissérie, Filme ou Especial, Melhor edição de som em Minissérie, Filme ou Especial, e Melhor Maquiagem protética para uma série, série limitada, filme ou especial. Recebeu nove indicações ao Globo de Ouro, com Lange ganhando de Melhor Atriz Coadjuvante em Série, Minissérie ou Filme de Televisão, e Lady Gaga ganhando de Melhor Atriz em Minissérie ou Filme de Televisão. A série também recebeu três indicações ao Screen Actors Guild Award, com Lange vencendo na categoria Melhor Performance de Atriz em Série Dramática. Outros prêmios incluem 18 indicações ao Critics 'Choice Television Awards, com quatro vitórias, the GLAAD Media Award for Outstanding TV Miniseries, o GLAAD Media Award de Melhor Minissérie, quatro indicações ao Costume Designers Guild Awards, ganhando três vezes, oito vitórias em dez nomeações ao Make-Up Artists and Hair Stylists Guild, cinco indicações ao People's Choice Awards, ganhando uma vez, e onze indicações ao Satellite Awards, com três vitórias. American Horror Story foi eleito o programa de TV de terror mais procurado em 2019 pelo Guinness World Records, com base em dados de demanda de TV global fornecidos pela Parrot Analytics.

#### American Crime Story
A antologia recebeu 22 indicações ao Primetime Emmy Award, vencendo 8, com Courtney B. Vance e Darren Criss vencendo como Melhor Ator em Minissérie ou Filme, Sarah Paulson como Melhor Atriz em Minissérie ou Filme, Sterling K. Brown como Melhor Ator Coadjuvante em Minissérie ou Filme, D. V. DeVincentis e Tom Rob Smith como Melhor Roteiro para Série Limitada, Filme ou especial e Ryan Murphy como Melhor direção para Série Limitada, Filme ou especial, além de vencer como Melhor Série Limitada 2 vezes. Recebeu 18 indicações ao Creative Arts Emmy Award, vencendo 8, incluindo Melhor penteado para uma Minissérie ou um Filme, Melhor trajes contêmporaneos, Melhor edição de som em Minissérie, Filme ou Especial, Melhor Maquiagem para uma série limitada (não protética), melhor casting para série limitada, filme ou especial, e Melhor edição de fotos com câmera única para série limitada ou filme. Recebeu nove indicações ao Globo de Ouro, com Paulson ganhando de Melhor Atriz em Série, Minissérie ou Filme de Televisão e Criss de Melhor Ator em Série, Minissérie ou Filme de Televisão, além da antologia vencer o de Melhor Minissérie ou Filme de Televisão nas duas primeiras temporadas. A série também recebeu quatro indicações ao Screen Actors Guild Award, com Criss vencendo na categoria Melhor Performance de Ator em Minissérie ou Filme de Televisão.

### Resposta crítica
| Série                   | Temporada | Temporada                           | Resposta crítica     | Resposta crítica    |
| Série                   | Temporada | Temporada                           | Rotten Tomatoes      | Metacritic          |
| ----------------------- | --------- | ----------------------------------- | -------------------- | ------------------- |
| American Horror Story   |           | Murder House                        | 72% (40 comentários) | 62 (30 comentários) |
| American Horror Story   |           | Asylum                              | 84% (44 comentários) | 65 (23 comentários) |
| American Horror Story   |           | Coven                               | 85% (35 comentários) | 71 (24 comentários) |
| American Horror Story   |           | Freak Show                          | 77% (35 comentários) | 69 (19 comentários) |
| American Horror Story   |           | Hotel                               | 64% (48 comentários) | 60 (24 comentários) |
| American Horror Story   |           | Roanoke                             | 74% (15 comentários) | 72 (9 comentários)  |
| American Horror Story   |           | Cult                                | 73% (49 comentários) | 66 (24 comentários) |
| American Horror Story   |           | Apocalypse                          | 75% (6 comentários)  | 63 (6 comentários)  |
| American Horror Story   |           | 1984                                | 87% (8 comentários)  | N/A                 |
| American Horror Story   |           | Double Feature                      | 81% (50 comentários) | N/A                 |
| American Crime Story    |           | The People v. O. J. Simpson         | 97% (91 comentários) | 90 (45 comentários) |
| American Crime Story    |           | The Assassination of Gianni Versace | 89% (97 comentários) | 74 (35 comentários) |
| American Crime Story    |           | Impeachment                         | 67% (57 comentários) | 61 (33 comentários) |
| American Horror Stories |           | 1                                   | 54% (8 comentários)  | 54 (5 comentários)  |